# Лагерева, Александра Ефимовна
Александра Ефимовна Лагерева (Александр Ефимович Лагерь, 1898—?) — казачка-участница Первой мировой войны, которая выбралась из германского плена, а после чего сама совместно с шестью смельчаками пленила 18 немецких уланов.

## Биография
Александра Лагерева до войны обучалась в таганрогской гимназии. В начале войны под мужским именем «Александр Ефимович Лагерь» пошла добровольцем в русскую армию. Во время боёв под Сувалками Лагерева была взята в плен немцами.
Пленённых Лагереву и её сослуживцев немцы после обыска заперли в костёле, забрав огнестрельное оружие, но оставив при этом холодное. На охране пленных оставили часового, который обходил здание кругом. С наступлением ночи казаки решили бежать, кроме дверей в костёле были окна с решётками. Забравшись друг на друга, казаки выломали решётку, после чего по их плечам по старшинству забралась Александра и под лунным светом спрыгнула с высоты в низ, удачно и без травм. Подняв крупный булыжник, казачка прижалась к углу костела, прячась в его тени и ожидая идущего часового, когда он уже повернулся спиной Александра изо всех сил ударила его камнем по затылку. Солдат рухнул на месте. Далее по сигналу казаки стали выпрыгивать из окна. Затем казаки захватили коней, обезвредив ещё одного солдата. Под утро беглецы встретили своих соотечественников, трёх казаков, отбившихся от своей части.
Объединившиеся группы предводительством Лагеревой продолжили движение к своим войскам. Вступив в густой перелесок на разведку выпустили двух казаков, которые доложили, что на встречу двигаются уланы противника. Столкновение было неизбежно и силы не равные. Лагерева набросала план атаки и бойцы разошлись по краям дороги. Их атака была крайне неожиданной, что заставило врага подумать, что на них напали отряд основных русских сил. 18 германских улан без единого выстрела сдались семи храбрецам. После сдачи, когда стало известно число нападавших, немецкий обер-лейтенант швырнул на землю каску и, вцепившись себе в волосы, в отчаянии стал кричать: «Кому я сдался, кому я сдался!». При обыске немцев были найдены полезные сведения и планы. В качестве трофея был захвачен станковый пулемёт.
Александра во время кавалерийской атаки под Тарнувом была ранена в руку, лечение проходила в киевском госпитале. По итогам боевых героических действий получила два Георгиевских креста и была произведена в казачьи прапорщики.